# Чумак Євген Анатолійович
Євге́н Анато́лійович Чума́к (25 серпня 1995, Глухівці, Вінницька область, Україна) — український футболіст, півзахисник узбекського клубу «Динамо» (Самарканд).

## Життєпис
Євген Чумак народився в Глухівцях, що на Вінниччині. У віці 6 років батько відвіз Євгена до Києва, де той почав займатися футболом у ДЮФШ «Динамо» під керівництвом Олександра Шпакова. Після кількох років виступів у нападі, тренери вирішили перевести Чумака на позицію флангового півзахисника, а у віці 14 років відрядили його ближче до центра поля. За декілька років до випуску з академії Євген перейшов до лав столичного РВУФК, де тренувався під керівництвом Олександра Калини та Дмитра Семчука.
У 2012 році Чумак повернувся до системи київського «Динамо», ставши одним з ключових гравців юнацької команди Валентина Белькевича, що здобула золоті нагороди першості України серед гравців віком до 19 років. Того ж року Євгена почали залучати і до матчів юнацької збірної України та поєдинків за молодіжну команду «Динамо». Протягом наступного сезону він став одним з ключових гравців динамівського дубля та разом з партнерами по збірній взяв участь у юнацькому чемпіонаті Європи 2014 року, що відбувся в Угорщині. Українська команда не змогла вийти з групи, програвши лише майбутнім тріумфаторам змагань — німцям, а сам Чумак з'являвся на полі в усіх трьох поєдинках збірної, занісши до свого пасиву одну жовту картку.
26 лютого 2015 року Євген Чумак дебютував у складі першої команди «Динамо», з'явившись на полі у матчі Ліги Європи 2014/15 проти французького «Генгама». 1 березня того ж року він дебютував у складі команди в розіграші української Прем'єр-ліги, відзначившись забитим м'ячем у ворота харківського «Металіста» вже через 10 хвилин після появи на полі.
На початку сезону 2015/16 перейшов на орендних засадах до лав ужгородської «Говерли».
У березні 2016 року перейшов до складу «Динамо-2», але згодом опинився в лавах білоруського клубу «Торпедо-БелАЗ». У липні того ж року на умовах оренди став гравцем кропивницької «Зірки», але вже наприкінці серпня залишив команду.
15 вересня 2016 року офіційно став гравцем львівських «Карпат», підписавши дворічний контракт, але вже взимку 2016/17 залишив команду за обопільною згодою.

## Досягнення
- Чемпіон України: 2014/15
- Володар Кубка України: 2014/15
- Володар Кубка Білорусі: 2015/16

## Статистика виступів
Статистичі дані наведено станом на 19 січня 2016 року
| Сезон              | Команда            | Чемпіонат          | Чемпіонат | Чемпіонат | Кубок | Кубок | Кубок | Єврокубки | Єврокубки | Єврокубки | Інші кубки | Інші кубки | Інші кубки | Всього | Всього |
| Сезон              | Команда            | Змаг.              | Матчі     | Голи      | Змаг. | Матчі | Голи  | Змаг.     | Матчі     | Голи      | Змаг.      | Матчі      | Голи       | Матчі  | Голи   |
| ------------------ | ------------------ | ------------------ | --------- | --------- | ----- | ----- | ----- | --------- | --------- | --------- | ---------- | ---------- | ---------- | ------ | ------ |
| 2014—2015          | «Динамо» К         | ПЛ                 | 2         | 1         | КУ    | 2     | 0     | ЛЄ        | 3         | 0         | СКУ        | 0          | 0          | 7      | 1      |
| Всього в «Динамо»  | Всього в «Динамо»  | Всього в «Динамо»  | 2         | 1         |       | 2     | 0     |           | 3         | 0         |            | 0          | 0          | 7      | 1      |
| 2015—2016          | «Говерла»          | ПЛ                 | 11        | 0         | КУ    | 0     | 0     | -         | -         | -         | -          | -          | -          | 11     | 0      |
| Всього в «Говерлі» | Всього в «Говерлі» | Всього в «Говерлі» | 11        | 0         |       | 0     | 0     |           | 0         | 0         |            | 0          | 0          | 11     | 0      |
| Всього за кар'єру  | Всього за кар'єру  | Всього за кар'єру  | 13        | 1         |       | 2     | 0     |           | 3         | 0         |            | 0          | 0          | 18     | 1      |